# Митрофанова, Юлия Георгиевна
Ю́лия Гео́ргиевна Митрофа́нова 11 июля [24 июля] 1899, п. Архангело-Пашийский завод, Пермский уезд, Пермская губерния, Российская империя — 8 февраля 1973, Пермь СССР) — советский учёный энтомолог-диптеролог, медицинский энтомолог.
Один из руководителей исследований, в результате которых в СССР была ликвидирована малярия. Глава научной школы медицинских энтомологов и акарологов на Урале.

## Биография
В 1918 году поступила на  естественное отделение физико-математического факультета Пермского университета.
После  окончания  университета  в 1924 году  стала работать на вновь открывшейся при Пермском бакинституте малярийной станции, которой руководил будущий академик  В. Н. Беклемишев. Начатые под его руководством исследования по экологии малярийных комаров оказались в дальнейшем принципиально важными для ликвидации малярии в стране.
В период с 1928 по 1931 год училась в аспирантуре и одновременно работала заведующей лабораторией общей биологии Пермского мединститута.
В 1931 году она стала ассистентом кафедры зоологии беспозвоночных Пермского университета и работала здесь до ухода на пенсию (1968 год). В 1933 году ей было присвоено звание доцента, а в 1938 году по совокупности работ присуждена учёная степень кандидата биологических наук.
С 1945 по 1951 — заведовала кафедрой энтомологии, а с 1958 по 1968 год  возглавляла кафедру зоологии беспозвоночных Пермского университета.

## Научная деятельность
Более 45 лет своей жизни Ю. Г. Митрофанова посвятила медицинской арахноэнтомологии. Она была признанным главой научной школы медицинских энтомологов и акарологов на Урале.
Большой вклад внесла Юлия Георгиевна в исследования по биологии и распространению малярийных комаров. Вместе со своим учителем В. Н. Беклемишевым Ю. Г. Митрофанова, а также Д. Е. Харитонов, А. О. Таусон и другие его ученики, описали лимнологические типы анофелогенных водоёмов, установив их связь с элементами ландшафта, дали гидробиологическую характеристику личиночных биотопов. Эти работы явились важнейшими для дальнейших исследований экологии личинок малярийных комаров в нашей стране, а основные их положения вошли в классическую по этому вопросу монографию В. Н. Беклемишева «Экология малярийного комара» (1944).
Ю. Г. Митрофанова принимала участие, а чаще возглавляла  работу экспедиций по борьбе с малярией на Урале в районе Магнитогорска, Среднем Поволжье, республиках Средней Азии и  Приморском крае. Таким образом, Ю. Г. Митрофанова, следуя по пути, намеченным В. Н. Беклемишевым, внесла значительный вклад  в исследования, благодаря которым  была разработана система мер, в результате которых в СССР была практически полностью ликвидирована малярия.
В конце 1930-х годов, когда актуальной задачей паразитологии стала  борьба с клещевым энцефалитом на Урале, она переключилась на изучение биологии и экологии иксодовых клещей. Позднее, с начала 1950-х годов тематика исследований расширилась за счёт изучения биологии различных кровососущих насекомых (комаров, слепней, мокрецов и др.).
Под её руководством выполнены и успешно защищены  4 кандидатские диссертации: Л. Н. Литвиновой,  К. Н. Бельтюковой, Ф. М. Бурыловой, В. А. Лыкова. Она проводила большую консультационную работу с сотрудниками санитарно-эпидемиологических станций и других научно-практических учреждений.
Результаты её исследований изложены в 24 статьях, имеющих большое научно-практическое  значение; часть их была опубликована в ведущих изданиях этой области: паразитологических сборниках Зоологического музея АН СССР, Зоологического института РАН СССР, журналах Академии медицинских наук СССР, Русском гидробиологическом журнале и пр.; некролог о её смерти был опубликован в журнале "Паразитология", что также позволяет судить о статусе учёного.

## Иное
Ю. Г. Митрофанова несколько раз избиралась депутатом Пермского Городского Совета депутатов трудящихся.
За научно-педагогическую и общественную работу она была награждена орденом Трудового Красного Знамени и медалями.

## Избранные работы
1. Новые данные о географическом распределении Anopheles bifurcates // Русский гидробиологический журнал. 1925. Т. 4, вып. 5. С. 9—12.
2. К экологии личинки Anopheles maculipennis meig.: проблема распределения/ соавтор В. Н. Беклемишев // Известия Биологического научно-исследовательского института и биологической станции при Пермском государственном университете. 1926. Т. 4, вып. 7. С. 285—332.
3. Sur ecologie larvaire de Anopheles maculipennis Mg.   / соав. В. Н. Беклемишев // Estratto dalla rivista di Malariologia, Рим, 1928.  Т. 7. С. 1—20.
4. К фауне комаров среднего Урала // Известия Биологического научно-исследовательского института и биологической станции при Пермском государственном университете. 1929. Т. 6, вып. 8. С. 373—376.
5. Описание нового вида рода Aedes  (in sp.) из Восточной Европы/ соав.  Б. И. Долбешкин,  В. В. Горицкая // Паразитологический сборник. Зоологический музей АН СССР. 1930. Т. 1. С. 253—260.
6. К экологии взрослой самки Anopheles maculipennis. Влияние микроклимата дневных убежищ на распределение и активность комаров / соав.  В. Н. Беклемишев // Медицинская паразитология и паразитарные болезни. 1933. Т. 2, вып. 6. С. 363—379.
7. К экологии взрослой самки Anopheles pulcherrimus Theob. (С наблюдениями по биологии других видов Anopheles на ст. Сыр-Дарьинская, (Ср.-Аз. ж. д.) / соав. В. Н. Беклемишев // Паразитологический сборник. Зоологический институт РАН СССР. 1936. Т. 6. С. 147—166.
8. Экология взрослых Anopheles hyrcanus Pall. u. Anopheles pulcher-rimus Theo. в долине р. Мургаба. Ч. 1 // Вопросы физиологии и экологии малярийного комара. М.: Академия медицинских наук СССР, 1946. С. 3—53.
9. Материалы к изучению слепней Предуралья // Учёные записки Пермского государственного университета. 1951. Т. 6, вып. 2. С. 3—26.
10. Результаты экологических исследований кровососуших комаров (culicini) Пермской области // Учёные записки Пермского государственного университета. 1954. Т. 8. Вып. 4. С. 109—115.
11. Фауна и экология слепней (Tabanidae) Пермской области (Кунгурский и Кишертский районы) и меры борьбы с ними // Учёные записки Пермского государственного университета. 1955. Т. 7, вып. 3. С. 3—22.
12. Эколого-фаунистический обзор кровососущих мокрецов (Heleidae, Diptera) Пермской области Часть 1. Видовой состав, распространение и численность мокрецов на территории Пермской области / соав. А. М. Бурылова // Учёные записки Пермского государственного университета. 1964. Т. 114 (Биология). С. 3—18.
13. Эколого-фаунистический обзор кровососущих мокрецов (Diptera, Heleidae) Пермской области. Часть 2. Фенология и сезонное изменение численности мокрецов / соав. А. М.  Бурылова // Учёные записки  Пермского педагогического института. 1968. Т. 61. Вып. 3. С. 100—112.
14. Материалы по распространению и экологии Ixodes persulcatus P. Sch. в Пермской области/ соав. В. А. Лыков // Учёные записки Пермского государственного университета. Вопросы арахноэнтомологии  Т. 249. С. 10—38.
15. Кровососущие насекомые кустарниковой тундры Полярного Урала/ соав.  К. Н. Бельтюкова // Учёные записки Пермского государственного университета. Вопросы арахноэнтомологии,  1971. Т. 249. С. 158—181.

## Награды
- Орден Трудового Красного Знамени.